# Orangey
Orangey, também conhecido como Orangey Minerva (c. 1950–1967), foi um gato malhado marmelada macho, que era um ator animal pertencente e treinado pelo adestrador de animais cinematográfico Frank Inn.

## Carreira
Orangey (creditado sob vários nomes) teve uma carreira prolífica no cinema e na televisão na década de 1950 e início de 1960 e foi o único gato a ganhar dois PATSY Awards (Picture Animal Top Star of the Year, uma versão de um Oscar para ator animal), o primeiro pelo papel-título em Rhubarb (1951), uma história sobre um gato que herda uma fortuna, e o segundo por sua interpretação de "Gato" em Breakfast at Tiffany's (1961). Para este filme, Orangey ganhou o PATSY Award de 1962 por sua interpretação do "pobre desleixado sem nome". Ele também foi creditado como o gato Mouschi na adaptação cinematográfica de The Diary of Anne Frank (1959). Nesse filme, ele quase revela o esconderijo dos judeus, e mais tarde se torna o único fugitivo. O gato foi creditado como o animal de estimação da família, "Butch", no filme The Incredible Shrinking Man (1957), no qual se presume erroneamente que ele comeu o personagem-título.
De acordo com Sam Wasson, autor de 5th Avenue, 5AM: Audrey Hepburn, Breakfast at Tiffany's, and the Dawn of the Modern Woman, Inn disse que Orangey era "um verdadeiro gato do tipo nova-iorquino, exatamente o que queremos. Em pouco tempo eu vou fazer dele um método, ou gato tipo Lee Strasberg."
Orangey foi chamado de "o gato mais malvado do mundo" por um executivo do estúdio. Ele frequentemente arranhava e mordia atores. Mas ele era valorizado por sua capacidade de permanecer ali por várias horas. Às vezes, porém, ele fugia após filmar algumas cenas e a produção era interrompida até que ele fosse encontrado. Às vezes, Inn tinha que colocar cães de guarda na entrada do estúdio para evitar que ele fugisse.
Outras aparições incluíram um papel regular como "Minerva" na série de televisão Our Miss Brooks (1952–1958).
O gato também foi creditado como “Jimmy”, “Jeremy” e “Rhubarb”. A última aparição conhecida de Orangey ocorreu em dois episódios consecutivos da série de TV Batman em 1967-68, nos quais ele desempenhou um papel não creditado ao lado de Eartha Kitt, que interpretou a Mulher-Gato.
O curta documentário de Sofia Bohdanowicz de 2020 The Hardest Working Cat in Show Biz, baseado no ensaio de Dan Sallitt de mesmo nome, explora a história, mitologia e rumores de que o nome "Orangey" foi atribuído a vários gatos diferentes, em vez de para um único gato.

## Morte
Orangey foi enterrado no Forest Lawn Memorial Park (Hollywood Hills), localizado em Hollywood Hills, Los Angeles, Califórnia, Estados Unidos.

## Filmografia
| Título                       | Ano  | Personagem                         | Notas                                  |
| ---------------------------- | ---- | ---------------------------------- | -------------------------------------- |
| Rhubarb                      | 1951 | Rhubarb                            | Sem créditos, um dos 14 gatos no papel |
| This Island Earth            | 1955 | Neutron                            | Sem créditos                           |
| The Incredible Shrinking Man | 1957 | Butch                              | Sem créditos                           |
| The Matchmaker               | 1958 | Ele mesmo - um gato (como Rhubarb) |                                        |
| The Diary of Anne Frank      | 1959 | Mouschi                            | Sem créditos                           |
| Visit to a Small Planet      | 1960 | Clementine                         | Sem créditos                           |
| Breakfast at Tiffany's       | 1961 | Gato                               | Frank Inn também creditado             |
| Gigot                        | 1962 |                                    | Sem créditos                           |
| The Comedy of Terrors        | 1964 | Cleopatra                          | creditado como Rhubarb                 |
| Village of the Giants        | 1965 | Gato Gigante                       | Sem créditos                           |

Televisão
- Our Miss Brooks (1952–1958) como Minerva (sem créditos)
- Alfred Hitchcock Presents (22 de janeiro de 1956) (1ª Temporada, Episódio 17: "The Older Sister") como Gato (sem créditos)
- Alfred Hitchcock Presents (December 22, 1957) (22 de dezembro de 1957) (3ª Temporada, episódio 12: "Miss Paisley's Cat") como Stanley, o gato (sem créditos)
- Shirley Temple's Storybook (1958) como gato
- The Dick Van Dyke Show (1962) como Sr. Henderson
- The Beverly Hillbillies (1963) como Rusty, gato
- My Favorite Martian (1963–1964) como Herbie, Max o gato, Gato na trilha
- Mission Impossible ("The Seal", 1967) como agente do FMI Rusty, o gato (sem créditos)
- Batman (1967–1968) como gato

Documentário
- Audrey Hepburn Remembered (1993) como gato

## Prêmios
| Ano  | Nomeações              | Categoria                            | Associações | Resultado |
| ---- | ---------------------- | ------------------------------------ | ----------- | --------- |
| 1952 | Rhubarb                | Picture Animal Melhor Estrela do Ano | PATSY Award | Venceu    |
| 1962 | Breakfast at Tiffany's | Picture Animal Melhor Estrela do Ano | PATSY Award | Venceu    |